# 김태규 (영화 감독)
김태규(1965년 2월 12일 ~ 2015년 7월 26일)은 대한민국의 영화감독이다.

## 영화 작품

### 감독
- 1997년 마지막 방위
- 2002년 긴급조치 19호

### 제작
- 1995년 총잡이